# Ecpetala
Ecpetala là một chi bướm đêm thuộc họ Geometridae.